# كهت (خبر بافت)
كهت (بالفارسية: کهت) هي قرية تقع في إيران في Khabar Rural District. يقدر عدد سكانها بـ 97 نسمة بحسب إحصاء 2016.